# Percopsis
Percopsis is een geslacht van straalvinnige vissen uit de familie van baarszalmen (Percopsidae).

## Soorten
- Percopsis omiscomaycus (Walbaum, 1792)
- Percopsis transmontana (Eigenmann & Eigenmann, 1892)